# Уайз (округ, Виргиния)
Округ Уайз (англ. Wise County) располагается в США, в штате Виргиния. По состоянию на 2010 год, численность населения составляла 41 452 человек. Получил своё название по имени американского конгрессмена и генерала Генри Уайза.

## География
По данным Бюро переписи США, общая площадь округа равняется 1049 км², из которых 1044 км² суша и 5 км², или 0,5 % —это водоёмы.

### Соседние округа
- Летчер (Кентукки) — северо-запад
- Пайк (Кентукки) — северо
- Дикенсон (Виргиния) — северо-восток
- Расселл (Виргиния) — восток
- Скотт (Виргиния) — юг
- Ли (Виргиния) — юго-запад
- Харлан (Кентукки) — запад
- независимый город Нортон (Виргиния) — (анклав)

## Демография
По данным переписи населения 2000 года в округе проживает 41 452 жителя в составе 15 968 домашних хозяйств и 10 892 семей. Плотность населения составляет 38 человек на км². На территории округа насчитывается 17 940 жилых строений, при плотности застройки 17 строений на км². Расовый состав населения: белые — 93 %, афроамериканцы — 5,2 %, коренные американцы (индейцы) — 0,10 %, азиаты — 0,30 %, гавайцы — 0,01 %, представители двух или более рас — 0,90 %. Испаноязычные составляли 1,10 % населения.
В составе 31,80 % из общего числа домашних хозяйств проживают дети в возрасте до 18 лет, 50,30 % домашних хозяйств представляют собой супружеские пары, проживающие вместе, 12,60 % домашних хозяйств представляют собой одиноких женщин без супруга, 31,80 % домашних хозяйств не имеют отношения к семьям, 27,40 % домашних хозяйств состоят из одного человека, 11,40 % домашних хозяйств состоят из престарелых (65 лет и старше), проживающих в одиночестве. Средний размер домашнего хозяйства составляет 2,40 человека, и средний размер семьи 2,90 человека.
Возрастной состав округа: 20,80 % моложе 18 лет и 14,10 % от 65 и старше. Средний возраст жителя округа 39 лет. На каждые 100 женщин приходится 107 мужчин. На каждые 100 женщин старше 18 лет приходится 107,80 мужчин.
Средний доход на домохозяйство в округе составлял 35 053 USD. Доход на душу населения составлял 17 512 USD. Около 19,30 % общего населения находились ниже черты бедности.